# Enicospilus unidens
Enicospilus unidens là một loài tò vò trong họ Ichneumonidae.